# غانم البوعينين
غانم بن فضل البوعينين (مواليد 1954) سياسي بحريني، وزير شؤون مجلسي الشورى والنواب منذ 4 مارس 2016 ،  وكان سابقاً وزيراً لشؤون لمجلسي الشورى والنواب خلال الفترة 6 ديسمبر 2014 حتى 30 سبتمبر 2015 وكان وزيراً للدولة للشؤون الخارجية خلال الفترة 24 أبريل 2012 حتى 6 ديسمبر 2014 وكان نائباً أول لرئيس مجلس النواب خلال الفترة 19 ديسمبر 2006 حتى 14 ديسمبر 2010 وعضو مجلس النواب خلال الفترة 14 ديسمبر 2002 حتى 14 ديسمبر 2006 وخلال الفترة 14 ديسمبر 2010 حتى 24 أبريل 2012.    

## عن حياته
ولد غانم بن فضل البوعينين سنة 1954 حصل على ماجستير في الدراسات الإسلامية – المعهد العالي للدراسات الإسلامية – القاهرة، وحصل على بكالوريوس آداب-قسم التاريخ -جامعة بيروت العربية - سنة 1977، عمل مسؤولاً لمشتريات والإدارة في شركة الخالدية للمقاولات 1977 -1982 وكما شغل مدير عام مؤسسة أوليمبك للمقاولات خلال الفترة 1983 -1996 وشغل منصب مراقب الخدمات الإدارية – الهيئة البلدية المركزية سنة 1996 -2002 وشغل منصب رئيس الشؤون الإدارية والموظفين – بلدية المنامة عام 2002

### مجلس النواب
ترشح لانتخابات مجلس النواب 2002 عن الدائرة الثامنة بمحافظة المحرق وحصل في الجولة الأولى على المركز الأول ب1786 صوتاً وفاز في جولة الإعادة بعد حصوله على 1990 صوتاً مقابل 1712 صوتاً لعلي المسلم
وكما ترشح لانتخابات مجلس النواب 2006 عن الدائرة الثامنة بمحافظة المحرق وفاز في الجولة الأولى بعد حصوله على 3065 صوتاً مقابل 1543 صوتاً لثابت الشروقي وفي 19 ديسمبر 2006 انتخب نائباً أول لرئيس مجلس النواب للفصل التشريعي الثاني خلال الجلسة الأولى للمجلس
وكما ترشح لانتخابات مجلس النواب 2010 عن الدائرة الثامنة بمحافظة المحرق وحصل في الجولة الأولى على المركز الأول ب2099 صوتاً وفاز في جولة الإعادة بعد حصوله على 2774 صوتاً مقابل 1889 صوتاً لعبدالناصر عبد الله، واستمر في عضوية مجلس النواب إلى 24 أبريل 2012
وخلال فترة عضويته في مجلس النواب شغل عدد من المناصب في المجلس وهي: نائب رئيس لجنة المرافق العامة والبيئة خلال الفترة 2002-2006 وعضو لجنة الشؤون التشريعية والقانونية خلال الفترة 2010 -2012 وعضو اللجنة الوطنية المعنية بتوصيات تقرير اللجنة البحرينية المستقلة لتقصى الحقائق سنة 2011 وعضو اللجنة المؤقتة لدراسة بعض مواد مشروع قانون تنظيم سوق العمل

### مجلس الوزراء
في 24 أبريل 2012 صدر مرسوماً بتعينه وزيراً للدولة للشؤون الخارجية
وفي 6 ديسمبر 2014 صدر مرسوماً بتشكيل الحكومة حيث عُين وزيراً لشؤون مجلسي الشورى والنواب وشغل المنصب حتى 30 سبتمبر 2015
وفي ديسمبر 2015 عُين مستشاراً لشؤون مجلسي الشورى والنواب بالديوان الملكي وشغل المنصب حتى 4 مارس 2016 
وفي 4 مارس 2016 صدر مرسوم بتعديل وزاري حيث عُين وزيراً لشؤون مجلسي الشورى والنواب وتم تجديد تعينه في المنصب في مرسوم تشكيل الحكومة الصادر في 4 ديسمبر 2018 ومرسوم تشكيل الحكومة الصادر في 21 نوفمبر 2022.
وشغل عدد من المناصب في لجان مجلس الوزراء وهي: رئيس لجنة شؤون مجلسي الشورى والنواب وعضو بمجلس الخدمة المدنية عضو باللجنة الوزارية للشؤون القانونية والتشريعية وعضو باللجنة الوزارية للشؤون المالية والاقتصادية والتوازن المالي.

## المناصب في البرلمان العربي
- عضو البرلمان العربي 2006 -2012م ورئاسة عدد من لجان البرلمان